# باشگاه فوتبال استال کامیانسکه
باشگاه فوتبال استال کامیانسکه (اوکراینی: Сталь Кам'янське) یک باشگاه فوتبال در شهر کانیاتسمه اوکراین بود. این باشگاه در لیگ برتر فوتبال اوکراین بازی می‌کرد. این باشگاه در سال ۱۹۲۶ تأسیس شد و در سال ۲۰۰۸ منحل شد. 